# A91 road
Die A91 road (englisch für ‚Straße A91‘) ist eine Fernstraße in Schottland, die Bannockburn mit St Andrews verbindet. Sie stellt eine bedeutende Verbindung in Ost-West-Richtung her und schließt die Hillfoots Villages an das Straßennetz an.
Sie beginnt an einer Abfahrt der M9 bei Bannockburn in der Council Area Stirling. In Bannockburn kreuzt sie die A9, führt durch Stirling und über den Forth zu den Hillfoot Villages am Fuße der Ochil Hills. Clackmannanshire in östlicher Richtung verlassend erreicht sie Perth and Kinross und vereinigt sich an der Anschlussstelle 7 mit der M90 in Richtung Norden, die sie an der folgenden Abfahrt wieder verlässt. In nordöstlicher Richtung verlaufend erreicht sie Fife, wo die A91 westlich von Bow of Fife die A92 kreuzt. Sie führt durch Cupar und quert hinter Guardbridge den Eden, um schließlich St Andrews zu erreichen. Die A92 endet an einem Kreisverkehr im Stadtinneren.

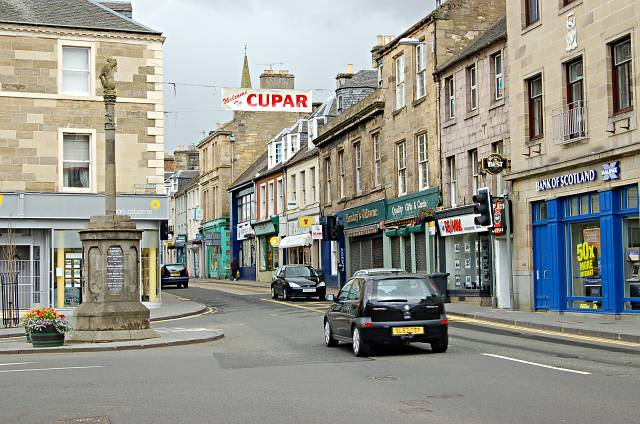
Ortsdurchfahrt von Cupar
Die A91 bei Yetts of Muckhart